# Система Поливанова
Систе́ма Полива́нова — транскрипционная система записи японских слов кириллицей, разработанная российским востоковедом Евгением Поливановым в 1917 году. Система Поливанова — самый распространённый вариант записи японских слов кириллицей, однако помимо неё иногда используются альтернативные способы записи. Иногда систему Поливанова называют «росия́дзи», «россия́дзи» или (среди нелингвистов) «кири́дзи», по аналогии с ромадзи — системой латинской транслитерации японских слов.

## Правила системы Поливанова
Система Поливанова основана на токийском произношении. При передаче с помощью системы Поливанова прописные буквы не используются, для морфологического деления (перед падежными частицами и между суффиксом и основой) факультативно может использоваться дефис.
В данной таблице сначала идёт знак хираганы, потом правее стоит соответствующий знак катаканы, оба имеющие одинаковую запись в системе Поливанова, и, для справки, в скобках приведена латинская транслитерация по системе Хепбёрна.
|    | А                | И                       | У                       | Э                | О                | Я                    | Ю                    | Ё                    |
| -- | ---------------- | ----------------------- | ----------------------- | ---------------- | ---------------- | -------------------- | -------------------- | -------------------- |
|    | あ / ア а (a)    | い / イ и (i)           | う / ウ у (u)           | え / エ э (e)    | お / オ о (o)    | や / ヤ я (ya)       | ゆ / ユ ю (yu)       | よ / ヨ ё (yo)       |
| К  | か / カ ка (ka)  | き / キ ки (ki)         | く / ク ку (ku)         | け / ケ кэ (ke)  | こ / コ ко (ko)  | きゃ / キャ кя (kya) | きゅ / キュ кю (kyu) | きょ / キョ кё (kyo) |
| С  | さ / サ са (sa)  | し / シ си (shi)о файле | す / ス су (su)         | せ / セ сэ (se)  | そ / ソ со (so)  | しゃ / シャ ся (sha) | しゅ / シュ сю (shu) | しょ / ショ сё (sho) |
| Т  | た / タ та (ta)  | ち / チ ти (chi)о файле | つ / ツ цу (tsu)о файле | て / テ тэ (te)  | と / ト то (to)  | ちゃ / チャ тя (cha) | ちゅ / チュ тю (chu) | ちょ / チョ тё (cho) |
| Н  | な / ナ на (na)  | に / ニ ни (ni)         | ぬ / ヌ ну (nu)         | ね / ネ нэ (ne)  | の / ノ но (no)  | にゃ / ニャ ня (nya) | にゅ / ニュ ню (nyu) | にょ / ニョ нё (nyo) |
| Х  | は / ハ ха (ha)  | ひ / ヒ хи (hi)         | ふ / フ фу (fu)         | へ / ヘ хэ (he)  | ほ / ホ хо (ho)  | ひゃ / ヒャ хя (hya) | ひゅ / ヒュ хю (hyu) | ひょ / ヒョ хё (hyo) |
| М  | ま / マ ма (ma)  | み / ミ ми (mi)         | む / ム му (mu)         | め / メ мэ (me)  | も / モ мо (mo)  | みゃ / ミャ мя (mya) | みゅ / ミュ мю (myu) | みょ / ミョ мё (myo) |
| Р  | ら / ラ ра (ra)  | り / リ ри (ri)         | る / ル ру (ru)         | れ / レ рэ (re)  | ろ / ロ ро (ro)  | りゃ / リャ ря (rya) | りゅ / リュ рю (ryu) | りょ / リョ рё (ryo) |
| В  | わ / ワ ва (wa)  |                         |                         |                  | を / ヲ о (wo)   |                      |                      |                      |
|    | ん / ン н (n)    |                         |                         |                  |                  |                      |                      |                      |
| Г  | が / ガ га (ga)  | ぎ / ギ ги (gi)         | ぐ / グ гу (gu)         | げ / ゲ гэ (ge)  | ご / ゴ го (go)  | ぎゃ / ギャ гя (gya) | ぎゅ / ギュ гю (gyu) | ぎょ / ギョ гё (gyo) |
| ДЗ | ざ / ザ дза (za) | じ / ジ дзи (ji)        | ず / ズ дзу (zu)        | ぜ / ゼ дзэ (ze) | ぞ / ゾ дзо (zo) | じゃ / ジャ дзя (ja) | じゅ / ジュ дзю (ju) | じょ / ジョ дзё (jo) |
| Д  | だ / ダ да (da)  | ぢ / ヂ дзи (ji)        | づ / ヅ дзу (zu)        | で / デ дэ (de)  | ど / ド до (do)  | ぢゃ / ヂャ дзя (ja) | ぢゅ / ヂュ дзю (ju) | ぢょ / ヂョ дзё (jo) |
| Б  | ば / バ ба (ba)  | び / ビ би (bi)         | ぶ / ブ бу (bu)         | べ / ベ бэ (be)  | ぼ / ボ бо (bo)  | びゃ / ビャ бя (bya) | びゅ / ビュ бю (byu) | びょ / ビョ бё (byo) |
| П  | ぱ / パ па (pa)  | ぴ / ピ пи (pi)         | ぷ / プ пу (pu)         | ぺ / ペ пэ (pe)  | ぽ / ポ по (po)  | ぴゃ / ピャ пя (pya) | ぴゅ / ピュ пю (pyu) | ぴょ / ピョ пё (pyo) |

## Особенности записи
Ниже для краткости употребляются только знаки хираганы.

### Грамматические частицы
Чтение знаков каны иногда изменяется, когда они используются в качестве частиц или падежных показателей:
- へ хэ, когда используется как грамматический показатель, записывается как э;
- は ха, когда используется как частица, записывается как ва.

### Слоговаян
- ん («н») перед гласными пишется как «нъ» во избежание путаницы со слогами ряда «на» (например, てんいん тэнъин — «продавец»)[8];
- ん («н») перед «б», «п» и «м» записывается как «м», в соответствии с произношением (например, ぶんぽう бумпо: — «грамматика»)[9].

### Гласные после гласных и долгота
- い («и») после гласных может записываться как «й» (например, におい ниой — «за́пах»), и как «и», сам Евгений Дмитриевич при этом отдавал предпочтение «и»[10];
  - Дифтонг えい может обозначаться как «эи», так и «э:»[11].
  - Для географических названий в дифтонгах рекомендуется использовать «й» при китаизированном (онном) чтении иероглифов, и «и» при собственно японском (кунном) чтении[12].
- う («у») может опускаться или быть помещена в скобки при необходимости указания на её редуцирование[13].
- Долгота гласных может передаваться несколькими способами[14]:
  - рекомендуемый Поливановым — макрон над долгой гласной (ほう — хо̄),
  - допустимые: двоеточие, не отделённое пробелом (ほう — хо:); треугольное двоеточие (ほう — хоː); точка рядом с буквой в верхней части строки (ほう — хо̇); жирное начертание шрифта (ほう — хо ) и т. п. Не рекомендуется использовать удвоение буквы (хоо)[14] и указывать долготы в изданиях для широкой публики[11].
- Долготу гласных не следует смешивать со стечением одинаковых гласных на морфологической границе слова, когда их нужно произносить (и записывать) не как один звук, а раздельно (яп. 広尾 — Хироо)[15].
- Для отображения музыкального ударения (в случае необходимости его указания) рекомендуется использовать акут на ударном слоге, подчёркивание на безударном, на долгих слогах — два знака[7].

#### Использование макрона
Юникод содержит несколько составных символов кириллицы с макроном: Ӣ ӣ, Ӯ ӯ. Для добавления макрона к остальным буквам необходимо использовать специальный символ — ◌̄ (U+0304). Пример использования: А̄ а̄, Э̄ э̄, О̄ о̄, Я̄ я̄, Ю̄ ю̄, Ё̄ ё̄.

### Удвоение согласных
Маленький знак っ означает удвоение согласного звука следующего за ним слога и при транслитерации передаётся удвоением соответствующей согласной буквы (например, いっぱい иппай — «полный»). Исключение составляет удвоение согласного звука [ц] в слоге つ — оно записывается как тцу (например, よっつ ётцу — «четыре (предмета)»).

### Устаревшие знаки
- ゐ — ви[17];
- ゑ — вэ[17];
- を — во (при отображении древнего произношения, в остальных случаях «о»[18])[17];
- 𛀁 — йэ[17];
- くゎ — ку ва, кува (при передаче орфографии) или ква (при передаче произношения)[17];
- ぐゎ — гу ва, гува (при передаче орфографии) или гва (при передаче произношения)[17].

## Исключения и отклонения
В обычных текстах (например, публицистических) вполне допустимо заменять при записи букву «э» на букву «е» после согласных, — так слова выглядят более привычно.
Иногда «и» в начале слов перед гласными отображается как «й», в основном в глаголе иу (言う «говорить»), форма на «у» записываются через «й» — «йу», однако же другие формы уже не используют такую запись — «иимас» (言います глагол иу в вежливой форме), «иванай» (言わない отрицательная форма глагола иу).
Некоторые слова японского происхождения, — например, «иена», «гейша», «тамагочи», такие географические названия, как Токио, Киото, Иокогама, название «Тойота», имя Йоко Оно — передаются в исторически сложившейся и закреплённой в словарях традиционной форме, что соответствует рекомендациям Поливанова.
Для передачи японских географических названий, в том числе на картах, используется система, принятая в 1975 году Главным управлением геодезии и картографии при Совете министров СССР. В целом совпадая с системой Поливанова, она имеет ряд отклонений от неё:
- вместо э после согласных ставится буква е (напр., Митаке, а не Митакэ);
- слог よ в начале слова передаётся как йо, а не ё (Йокосука, Йонедзава, Йоккаити и т. п.)

## Альтернативные способы записи
До введения системы Поливанова использовалась другие способы записи, например, система транскрипции Е. Г. Спальвина. В настоящее время, несмотря на широкое распространение системы Поливанова, встречаются также иные варианты записи японских слогов при помощи русских букв. Появление их обусловлено двумя причинами. Во-первых, некоторые авторы переводов с третьих языков незнакомы с системой Поливанова, и поэтому просто транслитерируют на русский английскую систему Хепбёрна, переводя тексты с других языков.

### Предлагаемые альтернативные системы
Авторы, знакомые с системой Поливанова, но предлагающие альтернативные ей системы, как правило, признают, что и прямая кириллизация системы Хепбёрна также неверна. Например, лингвист и переводчик Сергей Грис предлагает применительно к разговорникам, учебникам и авторской речи внести в существующие правила следующие изменения:
Прежде всего, шипящие согласные записывать так, как они есть, мягкость их дополнительно подчёркивая так, как принято в русском языке — через последующие гласные «я», «и», «ю», «е», «ё», то есть вместо использовавшихся до этого в Поливановской таблице «ся», «тя» и «дзя» писать, соответственно, «щя», «чя» и «джя», оговаривая, при этом, что «дж» должно звучать как можно мягче и слитнее, например, как в английском слове junior [д’жюниа], а «щ» — не акцентируя и не удлиняя — например, как в бегло произнесённом слове «мощнейший», или как мягкое [ш’] в английском слове ship.

Тем не менее с момента публикации в онлайн-журнале Japon.ru процитированной статьи, этот журнал полностью перешёл на использование системы Поливанова, о чём сказано в редакторском послесловии к статье.

### Дискуссия
Сторонники системы Поливанова утверждают, что альтернативные формы записи точно так же не передают звучания японских слогов, а всего лишь переводят неизбежную неточность в произношении в другую крайность, поскольку точная передача русскими буквами правильного японского произношения невозможна. Однако японист Вадим Смоленский считает, что при произношении поливановской записи в соответствии с русской фонетикой получившаяся фраза ближе к японскому произношению, чем в прочих формах записи, без особых оговорок.
Например, согласная в слоге し си звучит похоже на русскую [щ], только в отличие от неё произносится кратко (русский слог [щи] фонетически одинаков с японским сочетанием «っし»), поэтому при написании ши, в котором «ши» читается как [шы], слово искажается — так как теряется мягкость согласного, а звук [ы] скорее напоминает японский う у. На какой из русских звуков похожи согласные в слогах し си, じゅ дзю и ち ти, зависит от особенностей произношения каждого конкретного японца.
Система Поливанова сейчас является стандартом де-факто, она используется уже многие годы. В частности, японские слова, записанные этим методом, присутствуют практически во всех советских и российских учебниках, энциклопедиях (включая русскую Википедию), словарях (например, в Японско-русском словаре под редакцией Н. И. Фельдман или в японско-русских словарях серии «Concise» издательства «Сансэйдо») и географических атласах (для географических названий имеются исключения). Доля альтернативных транслитераций сравнительно мала и встречается в основном в блогах, форумах и публицистических материалах начинающих авторов, проживающих в Японии. Посольство Японии в России придерживается транслитерации по Поливанову.

### Написания под влиянием системы Хепбёрна

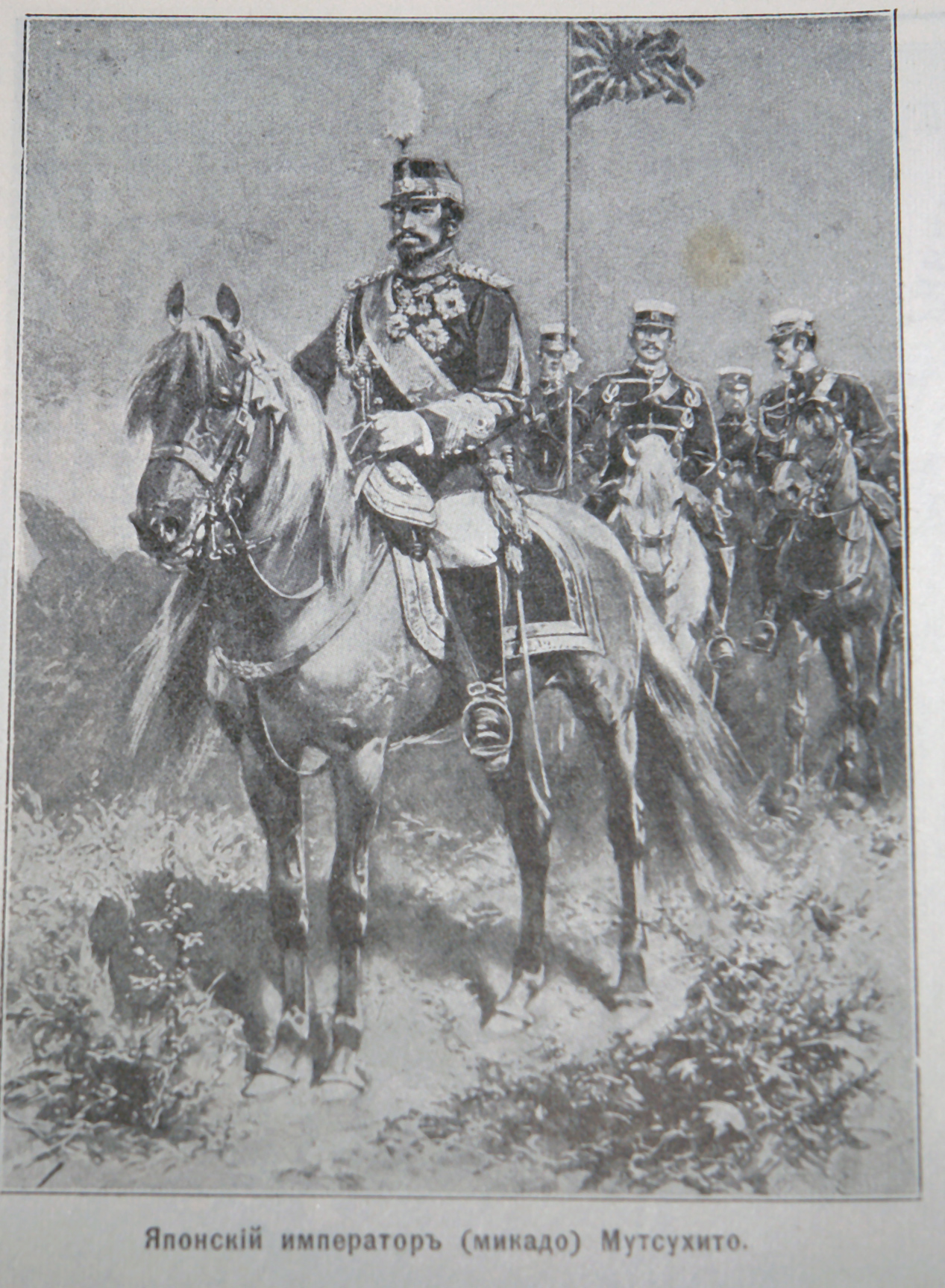
Фотография императора Мэйдзи с подписью из журнала «Нива» за 1904 год (до создания системы Поливанова). Имя императора Муцухито, правившего тогда, было калькировано с английской транскрипции Mutsuhito как Мутсухито

При заимствовании японских имен и названий из англоязычных источников (где чаще всего используется система Хепбёрна) в русском тексте часто могут встречаться имена, калькированные через латинские системы. Обычно подобные написания являются следствием незнания русскоязычными авторами традиций транскрипции японских имен и не допускаются профессиональными лингвистами. 
Часто эта проблема осложняется тем, что при выговаривании носителем языка слогов し, じ, ち произносится нечто среднее между «с» и «ш», «т» и «ч» и так далее, что вызывает споры, к каким русским аналогам эти звуки ближе. В вопросе с «с» и «ш» в системе Поливанова правильным был выбран вариант с буквой «с», а в системе Хепбёрна — с «sh». В 1938 году по заказу японского правительства было проведено всесторонние исследование системы Хепбёрна, и было решено отказаться от неё из-за слишком сильного использования в ней английской фонетики вместо японской. В итоге система Хепбёрна была заменена на созданную японцами самостоятельно систему Кунрэй, где спорный звук записывался как si. Кунрэй был официальной системой и использовался повсеместно до 1945 года, когда оккупационный штаб сделал своим указом единственно правильной систему Хепбёрна. С этого времени кунрэй используется только в японском парламенте и государственных структурах. 
Существенным фактором также является неприспособленность системы Хепбёрна к русскому языку. Японист и создатель сайта susi.ru Вадим Смоленский ставит эту проблему одной из главной в этом вопросе, отмечая, что при переводе какого-либо японского текста на русский язык зачастую используются англоязычные материалы, что, при незнании спорной фонетики японского языка, ведёт к прямой кальке с английского варианта, в результате чего не используются те русские буквы, аналогов которым нет в английском алфавите — такие как «ё», «ю», «ц» и так далее. В качестве аргументации он приводит тот факт, что система Хепбёрна отталкивается от английской фонетики, а не русской, и к тому же является системой, от которой сами японцы изначально отказались в силу искажения ею исходной японской фонетики.

#### Примеры
Прежде всего это касается японских мягких свистящих звуков, которые передаются не как мягкие согласные (по Поливанову), а как шипящие:
- し си может записываться как ши или щи (самые известные «неправильные» слова: суши, сашими, Тошиба, реже — Мицубиши);
- じ дзи — как джи (часто встречается искажённый вариант Фуджияма наряду с правильным Фудзияма);
- ち ти — как чи (самое известное применение неправильного написания и произношения — название фирмы Хитачи).

Кроме того, могут наблюдаться орфографические отклонения:
- つ цу может записываться прямой калькой с английского tsu как тсу, хотя сочетание ts как раз и используется в английском для передачи звука [ц], отдельной буквы для которого в этом языке нет, и фонетически тождественно русскому цу;
- по той же причине вместо гласных や я, よ ё, ゆ ю могут использоваться сочетания йо и несколько реже йа и йу (обычно в начале слов и после гласных). Такая ситуация вызвана большим распространением звуков «я» и «ю» в русском языке и частотой распространения звука «йо» в западных языках, а также проблематичностью кальки в виде Бйо или Камийа;
- долгота гласных может показываться дополнительными буквами: ほんとう хонто: записывается как хонтоу (то есть русский текст буквально следует транскрипции текста каной, что отражает принципы вапуро-ромадзи);
- иногда между согласными и йотированными гласными добавляется мягкий или твёрдый знак: きょ кё записывается как кьё или кьо: таким образом транскрибируется используемая в англоязычной записи буква «y»: «kyo».
- после согласных, а иногда и в любых других позициях вместо буквы э используется буква е. Данное расхождение считается самым мягким, так оно часто употребляется на картах и в простой речи. Примером может служить слово камикадзе;
- Y, передающая звук й в ё (англ. yo), может переноситься, как и, например, Tokyo и Kyoto исторически передаётся как Токио и Киото, вместо Токё и Кёто — это вызвано применением к японским словам правил английской грамматики. Подобная ошибка также нашла отражение в боевых искусствах, что привело к разным вариантам передачи названия стиля Кёкусинкай.
- буквосочетания nm, np и nb могут записываться прямой калькой как нм, нп и нб соответственно, в то время как система Поливанова предписывает записывать их как мм, мп и мб, что точнее отражает японское произношение. Например, встречается запись сенпай вместо сэмпай.